# Barbara Siggers Franklin
Barbara "Bernice" Siggers Franklin (29 de junio de 1917, Shelby, Missisipi - 7 de marzo de 1952, Detroit, Míchigan) fue la madre de la legendaria cantante de soul Aretha Franklin y esposa del predicador baptista Clarence LeVaughn Franklin. 
Se casó con Clarence el 3 de junio de 1936, y de su matrimonio nacieron cuatro hijos: Erma Franklin (1938-2002), Cecil Franklin (1940-1989), Aretha Franklin (1942-2018) y Carolyn Franklin (1944-1988). Antes de su matrimonio con Clarence había tenido un hijo de soltera, Vaughn (1934-2002), de una relación anterior y que el reverendo adoptó como propio. Tiempo después de casarse se trasladaron a Detroit. Pero su matrimonio se rompería debido a las constantes infidelidades de Clarence, incluida una con una chiquilla de su congregación baptista, con la que tuvo una hija llamada Carl Ellan Kelley (de soltera Jennings) en 1940, nacida unos días después de que la madre cumpliera trece años.
En 1948, Barbara se trasladó hasta Buffalo, y luego a Nueva York, con su hijo Vaughn. 
Aunque se informó ampliamente, Barbara Franklin no abandonó a sus hijos. Aretha Franklin disputó ese rumor y el profesor Nick Salvatore de la Universidad de Cornell se esfuerza por desacreditarlo en su biografía de Clarence LeVaughn Franklin. Según Salvatore, Barbara Franklin hizo visitas a Detroit, Michigan para ver a sus hijos. Y durante las vacaciones de verano viajaron a Buffalo para quedarse con su madre. Barbara Franklin murió de un ataque al corazón el 7 de marzo de 1952. Tenía 34 años.
Barbara era cantante de góspel y pianista, habiendo acompañado a Mahalia Jackson habitualmente. Influyó notablemente en los comienzos de Aretha Franklin, induciéndola a que tomara clases de piano, lo que ella rechazó para ser autodidacta. De su madre, y conocidos de esta como Mahalia Jackson, Clara Ward y James Cleveland; aprendió la esencia del góspel.